# Vendula Rusá
Vendula Rusá, rozená Horčičková (* 19. července 1993 Přerov) je bývalá česká reprezentantka v orientačním běhu. Jejím největším úspěchech je zlatá medaile ze štafet na domácím juniorském mistrovství světa 2013 v Hradci Králové. V současnosti reprezentuje český klub TJ Slovan Luhačovice a švédský klub Malungs OK.
Vystudovala Fakultu sociálních studií Masarykovy univerzity.

## Sportovní kariéra

### Umístění na MS a ME
| Přehled úspěchů na Mistrovství světa | Přehled úspěchů na Mistrovství světa | Přehled úspěchů na Mistrovství světa | Přehled úspěchů na Mistrovství světa | Přehled úspěchů na Mistrovství světa | Přehled úspěchů na Mistrovství světa |
| Mistrovství světa                    | Sprint                               | Middle                               | Long                                 | Štafety                              |                                      |
| ------------------------------------ | ------------------------------------ | ------------------------------------ | ------------------------------------ | ------------------------------------ | ------------------------------------ |
| Tartu 2017                           | X                                    | 8. místo                             | 24. místo                            | 8. místo                             |                                      |
| Inverness 2015                       | X                                    | 27. místo                            | 26. místo                            | X                                    |                                      |
| Trentino 2014                        | 39. místo                            | X                                    | X                                    | X                                    |                                      |

| Přehled úspěchů na Mistrovství Evropy | Přehled úspěchů na Mistrovství Evropy | Přehled úspěchů na Mistrovství Evropy | Přehled úspěchů na Mistrovství Evropy | Přehled úspěchů na Mistrovství Evropy | Přehled úspěchů na Mistrovství Evropy |
| Mistrovství Evropy                    | Sprint                                | Middle                                | Long                                  | Štafety                               |                                       |
| ------------------------------------- | ------------------------------------- | ------------------------------------- | ------------------------------------- | ------------------------------------- | ------------------------------------- |
| Jeseník 2016                          | 32. místo                             | 35. místo                             | X                                     | X                                     |                                       |
| Palmela 2014                          | X                                     | 70. místo                             | 41. místo                             | X                                     |                                       |

| Přehled úspěchů na Mistrovství světa juniorů | Přehled úspěchů na Mistrovství světa juniorů | Přehled úspěchů na Mistrovství světa juniorů | Přehled úspěchů na Mistrovství světa juniorů | Přehled úspěchů na Mistrovství světa juniorů | Přehled úspěchů na Mistrovství světa juniorů |
| Mistrovství světa juniorů                    | Sprint                                       | Middle                                       | Long                                         | Štafety                                      |                                              |
| -------------------------------------------- | -------------------------------------------- | -------------------------------------------- | -------------------------------------------- | -------------------------------------------- | -------------------------------------------- |
| Hradec Králové 2013                          | 12. místo                                    | 11. místo                                    | 11. místo                                    | 1. místo                                     |                                              |
| Košice 2012                                  | 31. místo                                    | 22. místo                                    | 26. místo                                    | 6. místo                                     |                                              |

| Přehled úspěchů na Mistrovství Evropy dorostu | Přehled úspěchů na Mistrovství Evropy dorostu | Přehled úspěchů na Mistrovství Evropy dorostu | Přehled úspěchů na Mistrovství Evropy dorostu | Přehled úspěchů na Mistrovství Evropy dorostu |
| Mistrovství Evropy dorostu                    | Sprint                                        | Long                                          | Štafety                                       |                                               |
| --------------------------------------------- | --------------------------------------------- | --------------------------------------------- | --------------------------------------------- | --------------------------------------------- |
| Jindřichův Hradec 2011                        | 17. místo                                     | 7. místo                                      | 1. místo                                      |                                               |
| Kopaonik 2009                                 | 4. místo                                      | 1. místo                                      | 2. místo                                      |                                               |
| Solothurn 2008                                | 11. místo                                     | 2. místo                                      | X                                             |                                               |

### Umístění na MČR
| Umístění na Mistrovství České republiky v orientačním běhu | Umístění na Mistrovství České republiky v orientačním běhu | Umístění na Mistrovství České republiky v orientačním běhu | Umístění na Mistrovství České republiky v orientačním běhu | Umístění na Mistrovství České republiky v orientačním běhu | Umístění na Mistrovství České republiky v orientačním běhu | Umístění na Mistrovství České republiky v orientačním běhu | Umístění na Mistrovství České republiky v orientačním běhu | Umístění na Mistrovství České republiky v orientačním běhu | Umístění na Mistrovství České republiky v orientačním běhu | Umístění na Mistrovství České republiky v orientačním běhu | Umístění na Mistrovství České republiky v orientačním běhu |
| Ročník                                                     | Kategorie                                                  | Klasická                                                   | Krátká                                                     | Sprint                                                     | Dlouhá                                                     | Noční                                                      | Ranking                                                    | Členství v klubu                                           | Štafety                                                    | Kluby                                                      | Sprint. štafety                                            |
| ---------------------------------------------------------- | ---------------------------------------------------------- | ---------------------------------------------------------- | ---------------------------------------------------------- | ---------------------------------------------------------- | ---------------------------------------------------------- | ---------------------------------------------------------- | ---------------------------------------------------------- | ---------------------------------------------------------- | ---------------------------------------------------------- | ---------------------------------------------------------- | ---------------------------------------------------------- |
| MČR 2007                                                   | D16 – mladší dorostenky                                    | 4. místo                                                   | 5. místo                                                   | 2. místo                                                   |                                                            |                                                            |                                                            | SOB Olomouc (Slávia Olomouc)                               |                                                            |                                                            |                                                            |
| MČR 2007                                                   | D18 – starší dorostenky                                    |                                                            |                                                            |                                                            |                                                            |                                                            |                                                            | SOB Olomouc (Slávia Olomouc)                               | disk                                                       |                                                            |                                                            |
| MČR 2008                                                   | D16 – mladší dorostenky                                    | 1. místo                                                   | 1. místo                                                   | 6. místo                                                   |                                                            |                                                            | 601. místo                                                 | SOB Olomouc (Slávia Olomouc)                               |                                                            |                                                            |                                                            |
| MČR 2008                                                   | D18 – starší dorostenky                                    |                                                            |                                                            |                                                            |                                                            |                                                            |                                                            | SOB Olomouc (Slávia Olomouc)                               | disk                                                       |                                                            |                                                            |
| MČR 2009                                                   | D16 – mladší dorostenky                                    | 1. místo                                                   | 1. místo                                                   | 2. místo                                                   |                                                            | 6. místo                                                   | 587. místo                                                 | SOB Olomouc (Slávia Olomouc)                               |                                                            |                                                            |                                                            |
| MČR 2009                                                   | D18 – starší dorostenky                                    |                                                            |                                                            |                                                            | 2. místo                                                   |                                                            |                                                            | SOB Olomouc (Slávia Olomouc)                               | 1. místo                                                   |                                                            |                                                            |
| MČR 2009                                                   | D21 – ženy                                                 |                                                            |                                                            |                                                            |                                                            |                                                            |                                                            | SOB Olomouc (Slávia Olomouc)                               |                                                            | 36. místo                                                  |                                                            |
| MČR 2010                                                   | D18 – starší dorostenky                                    | 3. místo                                                   | 555. místo                                                 | 9. místo                                                   | 5. místo                                                   | 2. místo                                                   | 513. místo                                                 | SOB Olomouc (Slávia Olomouc)                               | 2. místo                                                   |                                                            |                                                            |
| MČR 2010                                                   | D21 – ženy                                                 |                                                            |                                                            |                                                            |                                                            |                                                            |                                                            | SOB Olomouc (Slávia Olomouc)                               |                                                            | 32. místo                                                  |                                                            |
| MČR 2011                                                   | D18 – starší dorostenky                                    |                                                            | 2. místo                                                   |                                                            |                                                            | 4. místo                                                   | 476. místo                                                 | SOB Olomouc (Slávia Olomouc)                               |                                                            |                                                            |                                                            |
| MČR 2012                                                   | D20 – juniorky                                             | 2. místo                                                   | 2. místo                                                   | 3. místo                                                   |                                                            | 37. místo                                                  | SOB Olomouc (Slávia Olomouc)                               |                                                            |                                                            |                                                            |                                                            |
| MČR 2012                                                   | D21 – ženy                                                 |                                                            |                                                            |                                                            |                                                            |                                                            | SOB Olomouc (Slávia Olomouc)                               | 18. místo                                                  | 45. místo                                                  |                                                            |                                                            |
| MČR 2013                                                   | D20 – juniorky                                             | 3. místo                                                   | 7. místo                                                   | 1. místo                                                   | 6. místo                                                   | 23. místo                                                  | SOB Olomouc (Slávia Olomouc)                               |                                                            |                                                            |                                                            |                                                            |
| MČR 2013                                                   | D21 – ženy                                                 |                                                            |                                                            |                                                            |                                                            |                                                            | SOB Olomouc (Slávia Olomouc)                               | 9. místo                                                   |                                                            |                                                            |                                                            |
| MČR 2014                                                   | D21 – ženy                                                 | 3. místo                                                   | 1. místo                                                   | 2. místo                                                   |                                                            | 7. místo                                                   | SOB Olomouc (Slávia Olomouc)                               | 1. místo                                                   |                                                            |                                                            |                                                            |
| MČR 2015                                                   | D21 – ženy                                                 |                                                            | 3. místo                                                   | disk                                                       |                                                            | 4. místo                                                   | OOB TJ Slovan Luhačovice                                   | 5. místo                                                   | 6. místo                                                   | 6. místo                                                   |                                                            |
| MČR 2016                                                   | D21 – ženy                                                 | 17. místo                                                  | 4. místo                                                   | 6. místo                                                   |                                                            | 5. místo                                                   | OOB TJ Slovan Luhačovice                                   | 13. místo                                                  | 3. místo                                                   | 8. místo                                                   |                                                            |
| MČR 2017                                                   | D21 – ženy                                                 | 1. místo                                                   | 1. místo                                                   |                                                            |                                                            | 9. místo                                                   | OOB TJ Slovan Luhačovice                                   | 4. místo                                                   | 7. místo                                                   |                                                            |                                                            |
| MČR 2018                                                   | D21 – ženy                                                 | 3. místo                                                   | 5. místo                                                   | 1. místo                                                   |                                                            | 3. místo                                                   | OOB TJ Slovan Luhačovice                                   | 5. místo                                                   | 6. místo                                                   | 6. místo                                                   |                                                            |
| MČR 2019                                                   | D21 – ženy                                                 | 3. místo                                                   | 2. místo                                                   | 3. místo                                                   |                                                            | 2. místo                                                   | OOB TJ Slovan Luhačovice                                   | 3. místo                                                   | 3. místo                                                   | 4. místo                                                   |                                                            |
| MČR 2020                                                   | D21 – ženy                                                 | 10. místo                                                  | 2. místo                                                   | 6. místo                                                   | zrušeno                                                    | 2. místo                                                   | OOB TJ Slovan Luhačovice                                   | 4. místo                                                   | zrušeno                                                    | 1. místo                                                   |                                                            |
| MČR 2021                                                   | D21 – ženy                                                 |                                                            | 9. místo                                                   | 7. místo                                                   |                                                            |                                                            | 109. místo                                                 | OOB TJ Slovan Luhačovice                                   |                                                            |                                                            | 3. místo                                                   |
| MČR 2022                                                   | D21 – ženy                                                 | 2. místo                                                   | 1. místo                                                   | 8. místo                                                   |                                                            | 1. místo                                                   | 2. místo                                                   | OOB TJ Slovan Luhačovice                                   | 2. místo                                                   | 2. místo                                                   | 1. místo                                                   |